# US Catanzaro 1929
Unione Sportiva Catanzaro 1929, zkráceně jen Catanzaro je italský fotbalový klub hrající v sezóně 2024/25 ve 2. italské fotbalové lize sídlící ve městě Catanzaro v regionu Kalábrie.
Klub byl založen v roce 1927 jako Unione Sportiva Catanzarese. Po sezoně 2005/06 se klub dostal do finanční krize a vyhlásil bankrot. Byl založen klub nový. V létě roku 2011 koupil klub podnikatel Giuseppe Cosentino a změnil název na Catanzaro Calcio 2011. Po sezoně 2016/17 se klub prodal z čehož 85% základního kapitálu patřil do rodiny Noto. Floriano Noto byl jmenován prezidentem a jediným ředitelem. Dne 30. května roku 2018 se společnost, která již od roku 2011 používala historické logo, oznámila návrat starého názvu Unione Sportiva Catanzaro s konečným přidáním 1929.
Nejvyšší soutěž hráli celkem v 7 sezonách a prvně ji okusili v sezoně 1971/72. Dále ji hrály 1976/77, 1978/79 až 1982/83. Nejlepší umístění bylo 7. místo v sezoně 1981/82. Hrály i finále v italském poháru v roce 1966.

## Změny názvu klubu
- 1927/28 – 1928/29 – US Catanzarese (Unione Sportiva Catanzarese)
- 1929/30 – 1944/45 – US Fascista Catanzarese (Unione Sportiva Fascista Catanzarese)
- 1945/46 – 2005/06 – US Catanzaro (Unione Sportiva Catanzaro)
- 2006/07 – 2010/11 – FC Catanzaro (Football Club Catanzaro)
- 2011/12 – 2017/18 – Catanzaro Calcio 2011 (Catanzaro Calcio 2011)
- 2018/19 – US Catanzaro 1929 (Unione Sportiva Catanzaro 1929)

## Získané trofeje

### Vyhrané domácí soutěže
- 3. italská liga (6×)

1935/36, 1958/59, 1984/85, 1986/87, 2003/04, 2022/23
- 4. italská liga (2×)

1938/39, 1952/53

#### Medailové umístění
| Medaile umístění | Sezona  |
| ---------------- | ------- |
| Coppa Italia     | 1965/66 |

## Účast v ligách
| Úroveň soutěže | Název soutěže (nynější název) | První hraná sezona | Poslední hraná sezona | celkem odehraných sezon |
| -------------- | ----------------------------- | ------------------ | --------------------- | ----------------------- |
| 1              | Serie A                       | 1971/72            | 1982/83               | 7                       |
| 2              | Serie B                       | 1933/34            | 2024/25               | 30                      |
| 3              | Serie C                       | 1930/31            | 2022/23               | 30                      |
| 4              | Serie D                       | 1952/53            | 2011/12               | 19                      |

Historická tabulka Serie A od sezony 1929/30 do 2023/24.
| Celkové místo | Odehraných sezon | Celkem bodů | Celkem zápasů | Celkem výher | Celkem remíz | Celkem proher | Celkové skore |
| ------------- | ---------------- | ----------- | ------------- | ------------ | ------------ | ------------- | ------------- |
| 49            | 7                | 164         | 210           | 38           | 88           | 84            | 156:253       |

## Fotbalisté

### Historické statistiky
| Počet utkání | Počet utkání    | Počet utkání |  | Počet branek | Počet branek      | Počet branek |
| Pořadí       | Jméno           | Počet        |  | Pořadí       | Jméno             | Počet        |
| 1.           | Adriano Banelli | 374          |  | 1.           | Massimo Palanca   | 117          |
| 2.           | Massimo Palanca | 340          |  | 2.           | Giogio Corona     | 47           |
| 3.           | Paolo Braca     | 274          |  | 3.           | Pietro Iemmello   | 39           |
| 4.           | Claudio Ranieri | 253          |  | 4.           | Gianni Bui        | 37           |
| 5.           | Luigi Tonani    | 238          |  | 5.           | Egidio Ghersetich | 36           |

- Poznámka

aktivní

### Rekordní přestupy
| Nákup  | Nákup              | Nákup     | Nákup       | Nákup         |  | Prodej | Prodej          | Prodej    | Prodej | Prodej          |
| Pořadí | Jméno              | sezona    | klub        | částka        |  | Pořadí | Jméno           | sezona    | klub   | částka          |
| 1.     | Manuel Fischnaller | 2018/2019 | Alessandria | 0,4 mil. Euro |  | 1.     | Eugenio D'Ursi  | 2019/2020 | Neapol | 0,765 mil. Euro |
| 2.     | Jari Vandeputte    | 2022/2023 | Vicenza     | 0,2 mil. Euro |  | 2.     | Diomansy Kamara | 2001/2002 | Chievo | 0,516 mil. Euro |
| 3.     | Dimitrios Sounas   | 2021/2022 | Perugia     | 0,2 mil. Euro |  | 3.     | Brian Bayeye    | 2022/2023 | Turín  | 0,5 mil. Euro   |

## Na velkých turnajích

### Účastník Olympijských her
- Giovanni Fanello (OH 1960)